# Station Wonokerto
Wonokerto is een spoorwegstation in de Indonesische provincie Oost-Java.

## Bestemmingen
- Tawang Alun: naar Station Malang en Station Banyuwangi Baru
- Tumapel: naar Station Malang en Station Surabaya Gubeng
- Penataran: naar Station Blitar en Station Surabaya Gubeng